# Andreas Leiboldt
Andreas Leiboldt (d. Ä.) (* 25. November 1561 in Lichtenstadt, Elbogener Kreis; † 23. Februar 1614 ebenda), war ein böhmischer Stadtrichter, kaiserlicher Zolleinnehmer und Chronist von Lichtenstadt.

## Leben
Andreas Leiboldt wurde am 14. Tag nach Martini 1561 in Lichtenstadt geboren und war der einzig überlebende Sohn des Bürgermeisters von Lichtenstadt Lorenz Leiboldt (* um 1530; † 12. September 1597 in Lichtenstadt) und dessen namentlich nicht genannten Ehefrau (* um 1529; † 4. April 1607 in Lichtenstadt). Wie sein Vater erlernte er das Weißgerberhandwerk. So berichtete er „1557 zu Mitfasten das Handwerk gezogen zu lernen“. Von 1589 bis 1601 erwarb er in Lichtenstadt mehrere Grundstücke. Seit dem 11. Mai 1600 bekleidete er das Stadtrichteramt von Lichtenstadt und übernahm zudem die Funktion des kaiserlichen Zolleinnehmers. Die Chronik von Lichtenstadt, die von seinem Vater begonnen wurde, führte er von 1597 bis zu seinem Tode 1614 fort. Zu seinen Söhnen zählen Johannes Leiboldt, Kaplan in Leipzig, Georg und Lorenz Leiboldt, beide Bürgermeister in Neudek und Andreas Leiboldt d. J. Stadtrichter und Bürgermeister in Lichtenstadt, der die Chronik fortführte.

## Familie
Andreas Leiboldt ehelichte Magdalena Kistler (* um 1557 in Lichtenstadt; † Montag nach Kirchweih 1629 ebenda), die Tochter des Ratsherren Hans Kistler († 2. November 1611 in Lichtenstadt). Aus der Ehe gingen folgende Kinder hervor:
- Christina (* 1585 in Lichtenstadt)
- Helena (* 20. Oktober 1587 in Lichtenstadt)
- Johannes (* 31. März 1589 in Lichtenstadt), Kaplan in Leipzig; ⚭ September 1613 in der Thomaskirche Leipzig NN
- Martin (* 10. September 1590 in Lichtenstadt)
- Georg (* 15. Oktober 1592 in Lichtenstadt; begraben 3. Januar 1671 in Neudek), Bürgermeister in Neudek; 1.⚭ 17. Januar 1616 in Neudek Margaretha Hahn; 2.⚭ 25. November 1635 in Neudek Anna Steinel
- Elisabeth (* 4. April 1594 in Lichtenstadt)
- Lorenz (* 7. Juni 1597 in Lichtenstadt; begraben 28. September 1671 in Neudek), Bürgermeister in Neudek; 1.⚭ 27. November 1622 in Lichtenstadt Anna Stutzig; 2.⚭ um 1632 Susanna
- Paul (* 30. Oktober 1599 in Lichtenstadt; † 1649 ebenda); ⚭ 10. Oktober 1624 in Oberwiesenthal Christina Gläser
- Maria (* 12. Februar 1602 in Lichtenstadt)
- Andreas (* 28. Mai 1604 in Lichtenstadt; † 24. April 1653 ebenda), Bürgermeister in Lichtenstadt; ⚭ 1631 in Lichtenstadt Maria Reinwarth
- Samuel (* 1. Februar 1610 in Lichtenstadt)